# Hot Tub Time Machine
Hot Tub Time Machine (titulada: Un loco viaje al pasado (Argentina, Colombia y México), Viaje al pasado (Chile) y Jacuzzi al pasado (España)) es una película cómica de ciencia ficción estadounidense protagonizada por John Cusack, Craig Robinson, Rob Corddry y Clark Duke. Dirigida por Steve Pink acerca de tres hombres adultos y un joven de 20 años insatisfechos con su vidas que tras un accidente en un jacuzzi viajan al pasado al año 1986 a su época adolescente. Fue estrenada el 26 de marzo de 2010 en Estados Unidos y el 28 de mayo del mismo año en España. 
En 2015 se estrenó su secuela, Hot Tub Time Machine 2.

## Argumento
Año 2010. Tres amigos están insatisfechos con su vida: Adam (John Cusack) ha sido abandonado por su novia, Lou (Rob Corddry) está divorciado a la par que endeudado y Nick (Craig Robinson) tiene una mujer controladora de la que sospecha que le es infiel.
Cuando Adam y Nick sospechan que Lou ha intentado suicidarse deciden pasar unos días en un lugar donde pasaron un fin de semana memorable: el Kodiak Valley Ski Resort. Les acompaña el sobrino de Adam, Jacob (Clark Duke). Una vez allí se encuentran con un botones de un solo brazo llamado Phil (Crispin Glover) y deciden emborracharse, esa misma noche, en el jacuzzi. Todo cambia cuando se derrama una lata de bebida energética, ilegal en Rusia, sobre los controles del jacuzzi: a la mañana siguiente, resacosos, se despiertan en 1986.
Los tres amigos, a pesar de tener el físico de antaño, se ven a sí mismos como son en el futuro. Jacob, que en 1986 todavía no había nacido, no ha cambiado su aspecto. Los amigos discuten sobre qué hacer, mientras asisten al Festival de invierno '86 y escuchan tocar al grupo Poison. Todavía tienen dudas sobre si han viajado o no al pasado, pero entonces descubren que Michael Jackson todavía era afroamericano y que Phil, el botones, no ha perdido uno de sus brazos. 
En aquella época Adam rompió con su primera novia y le apuñaló en el ojo con un tenedor. Su hermana Kelly se quedó embarazada de Jacob, que nunca supo quién era su padre. Lou recibió una paliza de Blaine, el matón de la patrulla de esquí, y ninguno de sus amigos acudieron en su ayuda. La actuación de Nick con su banda terminó en un desastre en un concurso de canciones. Ahora que han vuelto al pasado y, conscientes del efecto mariposa, los cuatro se preguntan qué efectos tendrían en su vida futura el cambio de esos hechos. Lou es partidario de aprovechar ese viaje y decide apostar con unos clientes de un bar el resultado de un partido de fútbol americano de la NFL, mientras que Nick cree que deben repetir todo lo que hicieron. Por ello, vuelve a acostarse, por primera vez, con Tara (Jessica Paré), pero se siente muy culpable por haberle sido infiel a Courtney, a pesar de que todavía no están casados. Más tarde deciden que esto puede ser una oportunidad de cambiar sus destinos. Jacob continua "parpadeando" y teme que cualquier cambio le haga desaparecer de la existencia. Un misterioso reparador de la bañera de hidromasaje (Chevy Chase) informa a Jacob que la clave de su viaje en el tiempo fue el Chernobly, que contiene productos químicos que son vitales para el proceso de viaje en el tiempo. Sin embargo, el Chernobly está en la mochila de Lou, ya que fue robada por la banda de Blaine. 
Nick llama a Courtney (su futura esposa, que apenas tiene 9 años cuando él llama en 1986) y le grita sobre los males del adulterio. La novia de Adam, Jenny (Lyndsy Fonseca), lo abandona antes de que pueda dejarla (a pesar de lo cual ella le sigue clavando el tenedor en el ojo), pero durante la noche conoce a una periodista de música llamada April (Lizzy Caplan). Con el apoyo de Lou, Nick y su banda de rock cautivan al público con actuaciones de principios de la década de 1980, como "Jessie's Girl", y de principios de los años 2000, como "Let's Get It Started", a la que presenta como "una canción del futuro". A diferencia de la última vez, el público es muy receptivo a la actuación de su banda. Lou seduce a Kelly (Collette Wolfe) y concibe a Jacob, resolviéndose el misterio de quién es el verdadero padre de Jacob. Lou es golpeado por Blaine (Sebastian Stan), pero encuentra el coraje para devolverle el golpe. Los tres amigos se enfrentan a los secuaces de Blaine y recuperan el Chernobly. Además ven cómo el botones Phil pierde su brazo después de ser atropellado por un quitanieves. 
Los chicos se preparan para volver a 2010, pero cuando la bañera de hidromasaje comienza a activarse, Lou decide quedarse en 1986, admitiendo a Adam que realmente trató de suicidarse. Adam le dice que si Lou se queda él también, pero Lou empuja a Adam al jacuzzi, enviando a los chicos de nuevo a 2010. El grupo llega al 2010 y ven que el brazo de Phil sigue intacto ya que Blaine y su grupo, que estaban persiguiéndoles, se encontraron con él, y salvaron su brazo cortado al ponerlo en hielo y llevarlo a un hospital cercano para coserlo.
Adam, Nick y Jacob descubren que Lou, Kelly, y Jacob son una familia feliz, disfrutando de un lujoso estilo de vida. Lou ha utilizado su conocimiento del futuro para hacerse rico y famoso. Se convirtió en el vocalista de "Mötley Lue", y es el fundador de un motor de búsqueda de internet llamado "Lougle". Adam descubre que se casó con April, y Nick es un productor musical de éxito casado con Courtney, quien le es fiel. Ella le habla de una mala llamada que recibió cuando ella tenía 9 años, que fue suficiente para impedir que tratase de engañar a nadie. Adam, Nick, Lou y Jacob se reúnen en la mansión de Lou con sus familias, satisfechos con su nuevas vidas.

## Reparto
- John Cusack (Adam)
- Craig Robinson (Nick Weber)
- Rob Corddry (Lou)
- Clark Duke (Jacob)
- Lizzy Caplan (April)
- Sebastian Stan (Blaine)
- Collette Wolfe (Kelly)
- Lyndsy Fonseca (Jenny)
- Crispin Glover (Phil)
- Chevy Chase (mecánico)

## Recepción crítica y comercial
Según la página de internet Rotten Tomatoes obtuvo un 63% de comentarios positivos, llegando a la siguiente conclusión: "La película es inmensamente tonta, pero con un reparto realmente encantador que consigue suplir la mayoría de sus defectos". Destaca el comentario del crítico cinematográfico Roger Ebert:

"Triunfa más allá de cualquier expectativa que sugiere el título y se extiende en la extraordinaria carrera de John Cusak, desde 1983 ha hecho 55 películas, y ninguna de ellas mala".
Roger Ebert.

Según la página de Internet Metacritic obtuvo críticas positivas, con un 63%, basado en 36 comentarios de los cuales 23 son positivos. Recaudó 50 millones de dólares en Estados Unidos. Sumando las recaudaciones internacionales la cifra asciende a 64 millones. Su presupuesto fue de 36 millones.

## Localizaciones
Hot Tub Time Machine se empezó a rodar el 20 de abril de 2009 en diversas localizaciones de Canadá y Estados Unidos. Destacando Vancouver Film Studios, Fernie ambos en Canadá y en el Big Bear Lake en Estados Unidos.

## DVD y BD
Hot Tub Time Machine está disponible en España, titulada Jacuzzi al pasado, en formato DVD y Blu-ray desde diciembre de 2010. El disco contiene menús interactivos, acceso directo a escenas y subtítulos y audio en múltiples idiomas.